# Лугайд мак Лоегайре
Лугайд мак Лоегайре — (ірл. — Lugaid mac Lóegairi) — верховний король Ірландії. Час правління: 479—503 рр. Онук верховного короля Ірландії Ніла (Ніалла) Дев'яти заручників. Один із дванадцяти синів короля Лоегайре мак Нілла (ірл. — Lóegaire mac Néill). Мати — Ангіас дочка Айліля Тассаха О'Ліахана (ірл. — Ailill Tassach Uí Liatháin).

## Народження
Згідно історичних переказів та легенд, ще до його народження святий Патрик прокляв Тару (столицю верховних королів) та всіх верховних королів, що будуть там правити. Мати Лугайд мак Лоегайре була як раз ним вагітна. Щоб зняти прокляття з ще не народженої дитини Патрик, нібито, сказав: «Доки він не виступить проти мене, доти прокляття на нього не буде діяти».

## Суперечливі повідомлення про його життя та смерть
Згідно з давнім списком королів Ірландії «Видіння Конна Сто Битв» (ірл. — Baile Chuind Chétchathaig), що був складений в часи владарювання короля Фінснехта Фледаха (ірл. — Fínsnechta Fledach), Лугайд був верховним королем після Айліля Молта. Дякі записи стверджують, що Лугайд мак Лоегайре входив до альянсу, який повстав проти короля Айліля Молта і вбив його. Більш надійними вважаються «Аннали Ольстера» («Літописи Ульстера»), які повідомляють про загибель короля Лугайда мак Лоегайре в битві під Ард Корайнн (ірл. — Ard Corainn) у 507 році. Хоча в літописах більше говориться про діяння його родичів — Корпре мак Нейла та Муйрхертаха мак Ерке (ірл. — Coirpre mac Néill, Muirchertach Macc Ercae) ніж про діяння самого короля.
Згідно з «Vita tripartita» верховний король Лугайд мак Лоегайре був вбитий громом серед ясного неба, коли він знущався над святим Патриком у місці, яке потім було назване Ахад Форхай (ірл. — Achad Forchai).
Вважається, що особа святого Патрика сюди вписана штучно, як пізніша редакція. І вважається, що ці записи свідчать про незвичну загибель верховного короля Лугайда мак Лоегайре, можливо справді від удару блискавки, що включає його до списку ірландських королів (разом з його батьком), які згідно з повідомленнями загинули надприродним чином. У «Літописі Чотирьох Майстрів» цитується давній вірш про загибель короля Лугайда мак Лоегайре: «У войовничих Ахад Фарха
Смерть Лугайда мак Лоегайре сталася
Розгніване небо тоді
Потужною блискавкою вразило його.»